# Sarcocornia utahensis
Sarcocornia utahensis är en amarantväxtart som först beskrevs av Ivar Frederick Tidestrøm, och fick sitt nu gällande namn av Andrew John Scott. Sarcocornia utahensis ingår i släktet Sarcocornia och familjen amarantväxter. Inga underarter finns listade i Catalogue of Life.